# Одержимі
«Одержимі» — радянський чорно-білий художній фільм-драма 1962 року, знятий режисером Тахіров Сабіровим на кіностудії «Таджикфільм».

## Сюжет
Про суперечності в бригаді будівельників одного з комсомольських будівництв. Невичерпний ентузіазм і самовідданість одних, часто межують з егоїзмом і малодушністю інших.

## У ролях
- Гурміндж Завкібеков — Джура
- Шарафат Шакірова — Зарріна
- Равшан Турабеков — Нур
- Лідія Шапоренко — Саня
- Анвар Тураєв — Толіб
- Євген Соломєнний — Снежко
- Федір Глущенко — Стьопа
- Спартак Хатіашвілі — Буачідзе
- Расмі Джабраїлов — Юртайкін
- Олена Максимова — тітка Рая
- Аслі Бурханов — Султанов
- Микола Бармін — Андрєєв
- Пулат Ахмедов — Булат
- Н. Айматов — Умаров
- Г. Ключиков — епізод
- А. Арзуманов — епізод
- Шералі Пулатов — епізод
- Батур Арабов — епізод
- Марат Хасанов — епізод
- В. Шагалов — епізод
- Отар Хатіашвілі — епізод
- Михайло Варшавер — епізод

## Знімальна група
- Режисер — Тахір Сабіров
- Сценаристи — Борис Костюковський, Леонід Агранович
- Оператор — Ібрагім Барамиков
- Композитори — Фазил Салієв, Юрій Тер-Осіпов
- Художник — Абрам Фрейдін